# Pardé
Pardé (en persa: پرده literalmente: Cortinas) es una película iraní de docuficción de 2013 dirigida por Jafar Panahi y Kambuzia Partovi. Fue estrenada en el 63° Festival Internacional de Cine de Berlín el 12 de febrero de 2013 ganándole a Panahi el Oso de Plata al Guion Mejor. Fue filmada en secreto en la hacienda  de Panahi, localizada junto al Mar Caspio. De acuerdo a Panahi, comenzó a filmar la obra en un profundo estado de melancolía, pero logró recuperarse hacia el final de la producción. Pardé es la segunda película hecha por Panahi después de que una corte lo sentenciara a 20 años sin poder actuar como cineasta, tras su película de 2011 Esto no es una película.
La película fue seleccionada como acto de clausura en el Hong Kong International Film Festival de 2013.

## Trama
Un guionista del cual la película no revela el nombre (Kambozia Partovi) llega a una gran hacienda junto al Mar Caspio. Con él, trae en secreto a su perro llamado "Chico". Los perros son considerados impuros bajo la ley islámica y el escritor pretende esconder a "Chico" de las autoridades mientras intenta terminar algunos escritos. El escritor se afeita la cabeza a fin de ocultar su identidad y cubre todas las ventanas en la hacienda con cortinas negras opacas.
Una noche durante una tormenta Melika (Maryam Moqadam) y su hermano Reza (Hadi Saeedi) irrumpen en la hacienda. Le dicen el escritor que  han huido de una fiesta de playa ilegal en qué hubo consumo de alcohol y se están escondiendo de la policía. El escritor demanda que se vayan, pero Reza indica que su hermana es suicida y deja a Melika en la hacienda mientras parte a buscar un auto.
La presencia de Melika empieza a incomodar al escritor. Melika habla de manera críptica y teatral, mintiendo a menudo y preguntando sobre detalles personales de la vida del escritor. El escritor se pone cada vez más paranoico y empieza a sospechar que Melika es una espía policial, pues Melika quiere abrir las cortinas en contra de los deseos del escritor. Melika de repente desaparece y el escritor se queda sólo. Entonces escucha la puerta del patio siendo abierta de un tirón, por ello el escritor y "Chico" se esconden y sólo pueden escuchar mientras la casa es saqueada por ladrones.
La película toma entonces un giro postmoderno cuándo el director de la película Jafar Panahi y otros miembros del equipo de producción de la película aparecen en la villa, siendo toda la película hasta ese punto una producción ficticia. Panahi es visto en situaciones diarias, como comer, hablar con los trabajadores que reparan la ventana del patio e interactuando con amigos. Los personajes del principio de la película empiezan a perseguir Panahi, especialmente Melika. Melika deja la hacienda y se dirige hacia el agua. Panahi le sigue hasta allí, pero la película es de repente rebobinada y se encuentra en la hacienda una vez más. En la pantalla de un celular Panahi mira imágenes de la filmación en la casa, mostrando al escritor cuando primero conoce a Melika y Reza. Al final de la película Panahi abandona la hacienda mientras Melika lo observa.

## Reparto

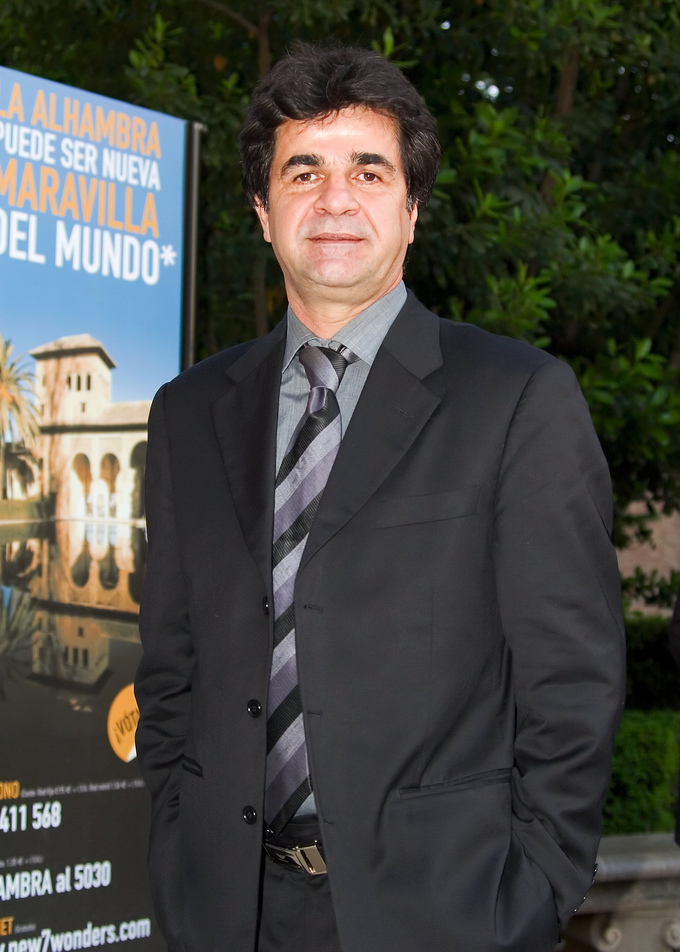
Jafar Panahi, director y actor de la película.

- Kambozia Partovi como el escritor.
- Maryam Moqadam como Melika.
- Jafar Panahi como el mismo.
- Hadi Saeedi como Reza.
- Azadh Torabi como la hermana de Melika.
- Zeynab Khanum como el mismo.[7]
- Abolghasem Sobhani como Agha Olia.
- Mahyar Jafaripour como el hermano joven.
- Ramin Akhariani como trabajador.
- Sina Mashyekhi como trabajador.

## Producción
Pardé es el séptimo largometraje de Panahi y el octavo de Partovi. Es su quinta colaboración cinemática  de cualquier clase, siguiendo La Segunda Mirada (un documental sobre la película de Partovi Golnar), El Pez, El Círculo y Cafetería de Frontera. La película fue filmada en secreto con un equipo de cuatro a cinco personas en la casa de Panahi. Partovi dijo que las escenas con las cortinas en las ventanas fueron filmadas al final con el objeto de evitar levantar sospecha o meter a Panahi en problemas. El tema del suicidio es discutido durante la película y se dice que Panani ha sufrido de problemas de depresión desde el inicio de sus problemas legales. Cuándo le preguntaron sobre el tema en el Festival de cine de Berlín, Partovi declaró que Panahi "no estava constantemente pensando en el suicidio, no, porque entonces no habría sido capaz de hacer la película. Pero si me imagino a mi mismo incapaz de trabajar, sólo sentando en casa, entonces yo seguramente empezaría a pensar en el suicidio.".

## Estreno
Pardé  fue seleccionado para su exhibición el 63° Festival Internacional de Cine de Berlín en e 11 de enero de 2013. El director del festival Dieter Kosslick es un seguidor de Panahi y aseguró que "pregunte al gobierno iraní, al presidente y al ministro de cultura, para dejar que Jafar Panahi atendiera el estreno mundial de su película en el Berlinale." La película se estrenó en el festival el 12 de febrero de 2013 y más tarde ganó el Oso de Plata al mejor guion.

### Respuesta iraní
En respuesta al premio a mejor guion Javad Shamaqdari, jefe del Iranian Students News Agency, declaró "hemos protestado ante el Festival de cine de Berlín. Sus oficiales tendrían que enmendar su comportamiento porque en un intercambio cultural y cinemático, esto no es correcto" y añadió "Todo el mundo sabe que una licencia es necesitada para hacer películas en nuestro país y enviarlas al extranjero, pero  hay un pequeño grupo que hacen películas y las envían fuera sin una licencia. Esto es una ofensa... pero hasta ahora la república islámica ha sido paciente con tal comportamiento." En respuesta a la queja del ISNA, el Festival de cine de Berlín dio un comunicado diciendo "lo lamentaríamos mucho si la exhibición tuviera cualquier consecuencia legal para los cineastas." El 28 de febrero de 2013 las autoridades iraníes confiscaron los pasaportes de Partovi y Moqadam; esto les impidió viajar al exterior para promover la película en festivales de cine, como el 37.º Hong Kong International Film Festival donde se planeó su exhibición para el 2 de abril de 2013.

## Recepción
Hanns-Georg Rodek de Die Welt dijo que la película era "simultáneamente una película sobre valor y cobardía en la represión...[Y] simultáneamente alegórica y concreta" y que Melika era "una encarnación del libre pensamiento". Jay Weissberg de Variety comparó la película con Seis personajes en busca de autor de Luigi Pirandello y al teatro del absurdo, pero dijo que "la multitud de niveles temáticos tiene el efecto global de debilitar el impacto de la película." Deborah Young de The Hollywood Reporter alabó la cinematografía e iluminación de la película a pesar de su presupuesto bajo y dijo de la película que "no fue una película fácil para empatizar – de hecho intencionadamente daña cualquier respuesta emocional de la audiencia– y tendrá que depender en gran parte de la reputación de Panahi para ganar atención en círculos artísticos extranjeros." Eric Kohn de IndieWire dio a la película una calificación A-, pero la llamó "menos una película acabada que un grito de ayuda, su trayectoria enigmática le permite a la audiencia empatizar con Panahi exclusivamente a través de sus ideas." Rui Martins de pravda.ru la llamó "una alegoría de  sobre su incapacidad para conectar con el mundo exterior."